# DR-Baureihe 97.5
Die Baureihe 97.5 sind Zahnradlokomotiven, die noch von den Königlich Württembergischen Staats-Eisenbahnen als württembergische Hz entwickelt, aber erst an die Deutsche Reichsbahn geliefert wurden. Diese ordnete sie als 97.5 in den Nummernplan ein. Sie wurden auf der Zahnradbahn Honau–Lichtenstein eingesetzt und verblieben dort bis zu ihrer Ausmusterung 1961. Ein Exemplar kam anschließend zur Lieferfirma, der Maschinenfabrik Esslingen nach Esslingen am Neckar und wurde dort als Denkmal aufgestellt.

## Geschichte
Da die Leistung der Württembergischen Fz für den Betrieb der Zahnradbahn Honau–Lichtenstein nicht mehr ausreichte, gaben die Württembergische Staats-Eisenbahn eine stärkere Lokomotive in Auftrag, Sie wurde in vier Exemplaren von der Maschinenfabrik Esslingen 1922 bis 1925 geliefert.
Ab 1952 wurden 97 502 und 504 in der Maschinenfabrik Esslingen zur Erhöhung der Fahrgeschwindigkeiten im Reibungs- und Zahnstangenbetrieb modernisiert.
Die Kessel bekamen Stahlfeuerbüchsen und die Rahmen wurden, besonders im Bereich des Zahnradtriebwerkes, verstärkt. Die seitenverschieblichen Endachsen erhielten zur Verminderung des Schlingerns Rückstellfedern.
Zur Erweiterung des Aktionsradius bekamen 97 501, 502 und 504 einen eine Tonne Kohle fassenden Kohlenkastenaufsatz.
Von den vier gebauten Maschinen sind drei erhalten geblieben:
- 97 501 bei dem Verein der Freunde der Zahnradbahn Honau–Lichtenstein (ZHL) in Reutlingen
- 97 502 im Eisenbahnmuseum in Bochum-Dahlhausen
- 97 504 im Deutschen Technikmuseum Berlin

Die 97 501 wurde in 25-jähriger ehrenamtlicher Eigenleistung aufgearbeitet und ist seit 2012 nach 50 Jahren Stillstand zunächst ohne Zahnradantrieb, seit 2013 nun bis auf das Zahnrad komplettiert, wieder voll betriebsfähig. Die Lok wird regelmäßig bei Nostalgiefahrten eingesetzt.
Als einziges Exemplar wurde 97 503 im Jahr 1957 verschrottet.

## Technische Merkmale
Durch die Württembergische Herkunft gibt es gemeinsame Bauteile mit den württembergischen Tn und T 5.
Die Loks hatten einen Zahnradantrieb nach dem System Winterthur mit einem unteren und einem oberen Zylinderpaar. In der Ebene liefen die Maschinen wie normale Dampflokomotiven mit dem unteren Zylinderpaar. Zahnrad und Zahnstange waren nach dem System Riggenbach gefertigt. Vor der Einfahrt in die Zahnstange wurde das obere Triebwerk mit Frischdampf in Betrieb gesetzt. Gleichzeitig wurde die Tourenzahl der Fahrgeschwindigkeit angepasst, damit die Einfahrt in die Zahnstange reibungslos erfolgen konnte. War das Zahnrad im Eingriff mit der Zahnstange, wurde der Abdampf aus den unteren Zylindern mit einem Schieber zu den oberen umgelenkt und ging erst dann zum Schornstein hinaus. Die Lokomotive arbeitete nun als Verbundmaschine.
Die Zylinder der Reibungs- und der Zahnradmaschine weisen den gleichen Durchmesser von 560 mm auf. Der Volumenunterschied (nach dem Austritt aus dem Reibungstriebwerk verdoppelt der Dampf sein Volumen) wird dadurch ausgeglichen, dass das Zahnradtriebwerk etwas mehr als doppelt so schnell dreht. Das Triebzahnrad und die Vorgelegewelle sind gemeinsam in einem besonderen Rahmen gelagert, der auf der zweiten und dritten Achse in drei Punkten aufliegt. Der Federweg der Adhäsionsräder beeinflusst dadurch den Zahneingriff nicht, ganz im Unterschied zur üblichen Lagerung im Hauptrahmen beim System Winterthur. Das hochliegende Zahnradtriebwerk und das tiefliegende Zahnrad sind über ein Vorgelege mit dem Untersetzungsverhältnis 2,43:1 gekoppelt.